# Gomphia mildbraedii
Gomphia mildbraedii är en tvåhjärtbladig växtart som först beskrevs av Ernest Friedrich Gilg, och fick sitt nu gällande namn av Bernard Verdcourt. Gomphia mildbraedii ingår i släktet Gomphia och familjen Ochnaceae. Inga underarter finns listade i Catalogue of Life.